# Đặng Minh Hải
Đặng Minh Hải là một sĩ quan cấp cao trong Quân đội nhân dân Việt Nam, hàm Chuẩn Đô đốc, nguyên là Phó Chính ủy Quân chủng Hải quân

## Thân thế binh nghiệp
Trước đó, ông từng giữ chức Chính ủy Vùng 4 Hải quân
Năm 2012, ông được bổ nhiệm giữ chức Phó Chủ nhiệm chính trị  Quân chủng Hải quân
Năm 2013, ông được bổ nhiệm giữ chức Chủ nhiệm Chính trị,  Quân chủng Hải quân
Năm 2015, ông được bổ nhiệm giữ chức Phó Chính ủy Quân chủng Hải quân
Chuẩn Đô đốc (2013)
Năm 2021, ông nghỉ hưu theo chế độ.